# Yasmin Benoit

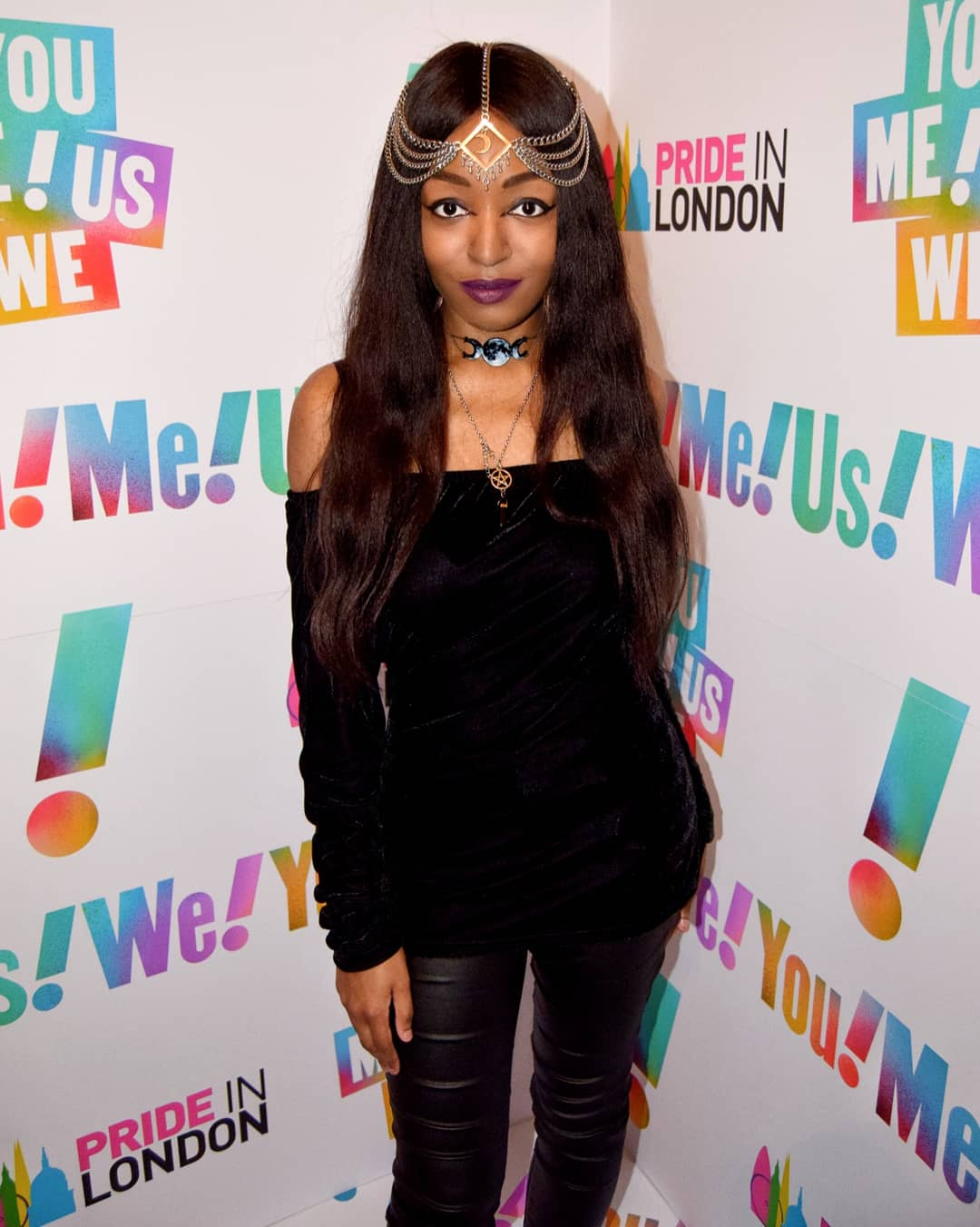
Yasmin Benoit bei einer Pride-Parade in London 2020

Yasmin Benoit (geb. 10. Juni 1996 in Reading) ist ein britisches Model, Aktivistin und Schriftstellerin. Sie setzt sich für mehr Sichtbarkeit von Asexualität, Aromantik und LGBTQ+ Personen of Colour ein. Benoit arbeitet als Model für Dessous und zählt laut Aislin-Magazin zu den bekanntesten Schwarzen Models für alternative Mode in Großbritannien.

## Leben
Benoit lebt in Reading, Berkshire. Ihre Schulzeit verbrachte sie an der Reading Girls' School und am Padworth College. Sie schloss einen Bachelor of Science in Soziologie und einen Master of Science in Kriminologie am University College London ab.
Benoit wusste früh, dass sie keine sexuelle und romantische Anziehung zu anderen Personen empfindet. Sie entschied sich für eine Mädchenschule in der Hoffnung, durch das Fehlen von Jungen Gespräche über Sex zu vermeiden. Das stellte sich als Fehler heraus und sie merkte schnell, dass sie vieles anders wahrnahm als ihre Schulkolleginnen. Mit etwa 15 Jahren fand sie ein Wort für ihr Empfinden und wurde dafür oft in Frage gestellt. Erst nach dem Austausch mit anderen asexuellen Menschen begann sie, sich selbst als asexuell zu bezeichnen.

## Karriere
Benoit begann bereits mit 16 Jahren zu modeln. Ihren Fokus legte sie früh auf alternative Mode und sie wollte durch ihre Arbeit mit eurozentrischen Schönheitsstandards brechen. 2015 erzielte Benoit ihre ersten Modelerfolge mit der schottischen Marke CRMC, gefolgt von Projekten mit anderen Marken.
Als Teil ihrer aktivistischen Arbeit rund um Asexualität und Aromantik gab Benoit unter anderem Vorträge an der University of Cambridge, bei der britischen Asexuality Conference 2018 und auf der Pride Parade in Reading.
Im Jänner 2019 führte Benoit den Hashtag #ThisIsWhatAsexualLooksLike ein, um zu zeigen, dass Asexualität kein bestimmtes Aussehen hat. Sie ermunterte andere Menschen im asexuellen Spektrum, sich ebenfalls auf Sozialen Medien zu zeigen, um die Diversität innerhalb der Community sichtbar zu machen. Im Dezember 2019 erschien Benoit auf der Titelseite des britischen Magazins Attitude und war damit die erste offen asexuelle Person am Cover einer britischen Zeitschrift.
Benoit erklärte gemeinsam mit The Asexual Visibility and Education Network (AVEN) und anderen Aktivisten den 6. April zum Internationalen Tag der Asexualität, der 2021 zum ersten Mal stattfand. Er soll zu mehr Sichtbarkeit und Aufklärung über Asexualität beitragen.
Im Juni 2021 wurde Benoit als erste asexuelle Aktivistin mit dem Attitude Pride Award des Magazins Attitude ausgezeichnet. Am 6. April 2022 gab Benoit bekannt, dass sie gemeinsam mit der NGO Stonewall an einem Projekt arbeitet, das die Erfahrungen asexueller Menschen in Großbritannien erforschen soll. Dabei stellt das Projekt das britische Gesundheits-, Arbeits- und Bildungssystem in den Fokus und soll aufzeigen, wie asexuelle Menschen hier unterstützt werden können.